# Bluf (televisieserie)
Bluf is een Nederlandse televisieserie over een groep van vier vrienden, waarvan één een pokeraar van wereldniveau wordt. De serie werd uitgezonden op RTL 5.
De naam van de serie verwijst naar de bluf, een tactiek in het spel poker.

## Verhaal
Philip Bender speelt poker en wordt daarin zo goed dat hij tot de wereldtop begint te horen. Hij, zijn broer Hein en zijn beste vrienden Mark en Tjé krijgen hierdoor een bijzonder wilde levensstijl. Mark krijgt een geheime affaire met Philip's manager Shira, achter de rug van zijn vriendin Elise om.
In de seizoensfinale van seizoen 1 wint Philip het grootste pokertoernooi in Monaco van zijn grote rivale Fiona Slavenburgh. Tijdens het feest steelt Philip's ongewenste vader Fred het prijzengeld dat Philip op het toernooi heeft gewonnen.
In het tweede seizoen blijft Philip pokeren, maar krijgt hij stevige concurrentie van Julian.

## Rolverdeling
 = Hoofdrol
 = Bijrol
 = Terugkerende gastrol
| Acteur                  | Personage               | Aantal afleveringen | Aantal afleveringen | Aantal afleveringen |
| Acteur                  | Personage               | S1                  | S2                  | Totaal              |
| ----------------------- | ----------------------- | ------------------- | ------------------- | ------------------- |
| Achmed Akkabi           | Philip Bender           | 10                  | 10                  | 20                  |
| Jan Kooijman            | Mark Rutgers            | 10                  | 10                  | 20                  |
| Javier Guzman           | Hein Bender             | 10                  | 10                  | 20                  |
| Géza Weisz              | Tjé Huyt                | 10                  | 10                  | 20                  |
| Najib Amhali            | Dries Alesso            | 9                   | 9                   | 18                  |
| Yolanthe Sneijder-Cabau | Shira Goudsmit          | 9                   | 9                   | 18                  |
| Charlie Chan Dagelet    | Elise Radboud de Ridder | 9                   | 6                   | 15                  |
| Teun Kuilboer           | Julian Keijzer          |                     | 10                  | 10                  |
| Fatima Moreira de Melo  | Fiona Slavenburgh       | 6                   | 1                   | 7                   |
| Hugo Maerten            | Fred Bender             | 4                   |                     | 4                   |
| Kees Boot               | Bert Koper              | 1                   | 3                   | 4                   |
| Chloé Leenheer          | Micky Zuiderveld        |                     | 4                   | 4                   |